# Lepidochitona piceola
Lepidochitona piceola är en blötdjursart som först beskrevs av Robert James Shuttleworth 1853.  Lepidochitona piceola ingår i släktet Lepidochitona och familjen Ischnochitonidae. Inga underarter finns listade i Catalogue of Life.